# Janusz Teczke

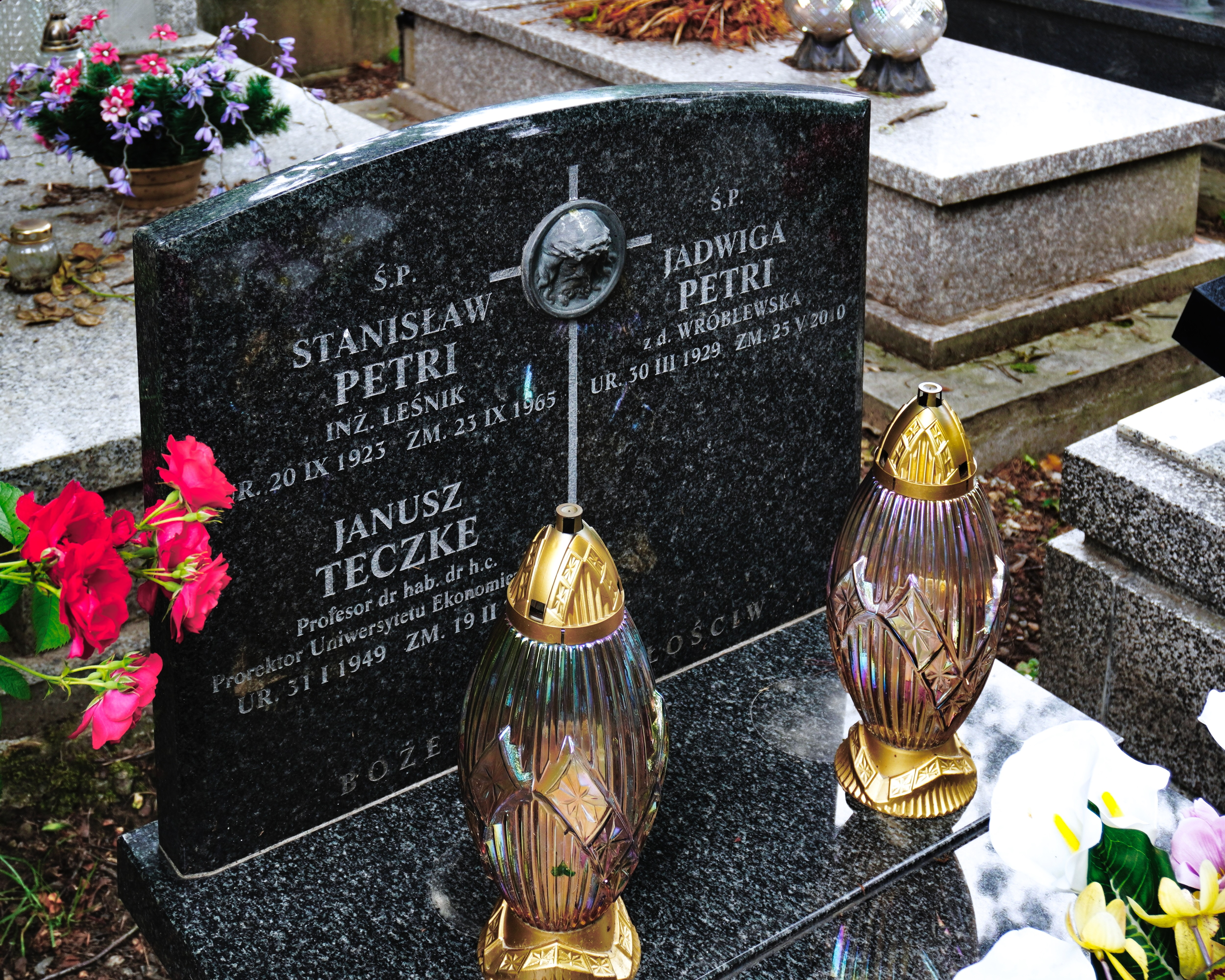
Grób Janusza Teczke na cmentarzu Rakowickim w Krakowie

Janusz Teczke (ur. 31 stycznia 1949 w Dąbrowie Górniczej, zm. 19 lutego 2018 w Krakowie) – polski ekonomista, profesor nauk ekonomicznych, w latach 2002–2008 prorektor Akademii Ekonomicznej w Krakowie i Uniwersytetu Ekonomicznego w Krakowie.

## Życiorys
Kierownik Katedry Zarządzania Międzynarodowego na Uniwersytecie Ekonomicznym w Krakowie. Profesor doktor habilitowany nauk ekonomicznych w zakresie nauk o zarządzaniu, profesor zwyczajny, doktor honoris causa. Od 2002 do 2008 roku prorektor ds. badań naukowych i współpracy międzynarodowej Uniwersytetu Ekonomicznego; od 1997 r. kierownik Katedry Zarządzania Międzynarodowego na Wydziale Ekonomii i Stosunków Międzynarodowych Uniwersytetu Ekonomicznego; założyciel i kierownik studiów podyplomowych „Systemy logistyczne przedsiębiorstw” oraz „Niemieckie Seminarium Doktorskie”; kierownik Zakładu Zarządzania Międzynarodowego na Wydziale Zarządzania i Komunikacji Społecznej Uniwersytetu Jagiellońskiego (1996–2002); Visiting Profesor m.in. w Bernburgu, Münster i Boholt. konsultant w zakresie polityki wynagrodzeń, programów naprawczych, restrukturyzacji przedsiębiorstw i logistyki. Wiceprezydent Network of International Business & Economic Schools ds. mobilności studentów.
Za wybitne osiągnięcia odznaczony został w 1998 r. Srebrnym Krzyżem Zasługi, w 2000 r. Medalem Komisji Edukacji Narodowej, w 2002 Medalem i Dyplomem Honorowym – Wybitna Osobowość Hochschule Anhalt, w 2004 Krzyżem Kawalerskim Orderu Odrodzenia Polski, a w 2005 r. Srebrnym Medalem Obronności Kraju. W roku 2009 otrzymał tytuł doctor honoris causa Uniwersytetu Bankowości Centralnego Banku Ukrainy.
Został pochowany na cmentarzu Rakowickim.